# Croton sanctae-crucis
Croton sanctae-crucis är en törelväxtart som beskrevs av Spencer Le Marchant Moore. Croton sanctae-crucis ingår i släktet Croton och familjen törelväxter. Inga underarter finns listade i Catalogue of Life.